# Mommius Cattianus
Mommius Cattianus (sein Praenomen ist nicht bekannt) war ein im 3. oder 4. Jahrhundert n. Chr. lebender Angehöriger der römischen Armee.
Durch eine Inschrift, die bei Trebula Suffenas gefunden wurde, ist die militärische Laufbahn von Cattianus bekannt. Er diente zunächst als Soldat in der Legio XX Valeria Victrix, stieg danach zum Beneficiarius und Cornicularius des Legionskommandeurs (Legatus legionis) auf und war zuletzt Optio in der ersten Kohorte.
Die Inschrift wird bei der Epigraphik-Datenbank Clauss-Slaby auf 276/400 datiert, bei Stephen James Malone in das 3. Jhd.